# به خاطر پیت (فیلم)
به خاطر پیت (به انگلیسی: For Pete's Sake) فیلمی محصول سال ۱۹۷۴ و به کارگردانی پیتر ییتس است. در این فیلم بازیگرانی همچون باربارا استرایسند، مایکل سارازین، استل پارسونز، ویلیام ردفیلد، مالی پیکون، لوئیس زوریچ، جوزف ماهر، ان رمزی، وینسنت شیاولی، سیدنی میلر و جو پانتولیانو ایفای نقش کرده‌اند.